# Diana (Nowy Jork)
Diana – miasto w Stanach Zjednoczonych, w stanie Nowy Jork, w hrabstwie Lewis.